# Shake Shake Go
Pour les articles homonymes, voir Shake.
Shake Shake Go est un groupe franco-gallois d'indie folk, basé à Londres.

## Histoire
Le groupe se fait d'abord connaître en Grande-Bretagne, en faisant par exemple la première partie de James Blunt en 2014 au Royaume-Uni, puis en France (notamment la première partie de Rodrigo y Gabriela). Il sort son premier single England Skies en décembre 2014, un premier EP éponyme en mars 2015,, et un premier album, All in Time, en janvier 2016,.
Le 14 septembre 2018 sort l'album Homesick d'où sont extraits notamment les singles Dinosaur et Come Back to Me.

## Membres
Le groupe est composé de Poppy Jones, Kilian Saubusse ainsi que Virgile Rozand.

## Discographie

### Singles
- 2014 : England Skies
- 2016 : We Are Now (Epic Empire Remix)
- 2016 : There's Nothing Better (Daze Remix)
- 2018 : Dinosaur
- 2018 : Come Back to Me